# 244-та піхотна дивізія (Третій Рейх)
244-та піхотна дивізія (Третій Рейх) (нім. 244. Infanterie-Division) — піхотна дивізія Вермахту, що входила до складу німецьких сухопутних військ у роки Другої світової війни.

## Історія з'єднання
244-та піхотна дивізія сформована 8 вересня 1943 року в Антверпені за рахунок підрозділів дивізії «E» (нім. Division E), яка у свою чергу була правонаступником розгромленої на Східному фронті 340-ї піхотної дивізії, а також окремі підрозділи розформованої 39-ї піхотної дивізії.
До кінця 1943 року дивізія входила до сил 15-ї армії в Антверпені в Бельгії, а до нового 1944 року її перевели до складу 19-ї армії групи армій «G» у Марселі на півдні Франції.
У серпні 1944 року дивізія билася проти західних союзників в операції «Драгун». 244-та дивізія вела бої за стратегічно важливе місто, де була розгромлена. 7 жовтня 1944 року дивізія була офіційно розформована. Залишки дивізії, що відступили до Мюнзінгена, пішли на формування армії Власова.

## Райони бойових дій
- Бельгія (вересень — грудень 1943);
- Франція (грудень 1943 — серпень 1944).

## Командування

### Командири
- генерал-лейтенант Мартін Гільберт (нім. Martin Gilbert) (8 вересня 1943 — 14 квітня 1944);
- генерал-лейтенант Ганс Шефер (нім. Hans Schäfer) (14 квітня — 28 серпня 1944).

### Підпорядкованість
| Час      | Корпус        | Армія | Група армій (округ) | Штаб      |
| -------- | ------------- | ----- | ------------------- | --------- |
| 1943     |               |       |                     |           |
| жовтень  |               |       | Група армій «D»     | Антверпен |
| листопад |               | 15 А  | Група армій «D»     | Антверпен |
| 1944     |               |       |                     |           |
| січень   | Група «Кнісс» | 19 А  | Група армій «D»     | Марсель   |
| травень  | Група «Кнісс» | 19 А  | Група армій «G»     | Марсель   |
| серпень  |               |       | Група армій «G»     | Марсель   |

### Склад
| 1944                                |
| ----------------------------------- |
| 932-й гренадерський полк            |
| 933-й гренадерський полк            |
| 934-й гренадерський полк            |
| 244-й артилерійський полк           |
| 244-й запасний батальйон            |
| 244-й інженерний батальйон          |
| 244-й дивізійний батальйон зв'язку  |
| Управління постачання 244-ї дивізії |